# Джаред и Джеруша Хесс
Джаред Лоуренс Хесс (род. 18 июля 1979) и Джеруша Элизабет Хесс (в девичестве Дэмке, род. 12 мая 1980) — семейная пара авторов независимого кино. Наиболее известны своими совместными проектами, где Джаред выступал режиссёром, а Джеруша соавтором сценария. Номинанты на премию «Оскар» (2024) в категории «Лучший анимационный короткометражный фильм» за короткометражный мультфильм «Девяносто пять чувств» (2023).

## Ранние годы
Джеруша родилась в городе Омаха, штата Небраска, а Джаред в Престоне, штат Айдахо. Джарет посещал начальную школу Бертона, в городе Кэйсвилле, штате Юта. Также он учился в Манхетанской старшей школе в штате Канзас в течение двух лет, после чего был переведён в Старшую школу города Престона, которую он окончил в 1997 году.
Джарет встретил Джерушу во время учёбы в киношколе при университете Бригама Янга.
Джаред дебютировал, сняв короткометражный фильм «Парик», который впоследствии стал прототипом его дебютного полнометражного фильма. «Наполеон Динамит», снятый через год после «Парика», стал первым совместным проектом супруг Хесс и развил тему начатую Джаредом в его короткометражке. Фильм продюсировался и монтажировался однокашником, Джереми Куном. Кроме работ над своими фильмами Джаред работал ассистентом оператора, а также сыграл несколько второстепенных ролей в комедиях мормонской студии LDS. Его второй фильм, «Суперначо», вышел в прокат в 2006 году, а главную роль в нём исполнил Джек Блэк.

## Личная жизнь
Джаред и Джеруша являются мормонами. У них двое детей: сын, Эллиот, и дочь Гретта. Они проживают в городе Солт-Лейк-Сити, штата Юта.

## Фильмография
| Год       |     | Русское название      | Оригинальное название | Роль |
| --------- | --- | --------------------- | --------------------- | ---- |
| 2002      | ф   | Парик                 | Peluca                |      |
| 2004      | ф   | Наполеон Динамит      | Napoleon Dynamite     |      |
| 2006      | ф   | Суперначо             | Nacho Libre           |      |
| 2009      | ф   | Господа Бронко        | Gentlemen Broncos     |      |
| 2013      | ф   | Остинленд             | Austenland            |      |
| 2015      | ф   | Дон Верден            | Don Verdean           |      |
| 2016      | ф   | Зачинщики             | Masterminds           |      |
| 2017—2017 | с   | Войти в историю       | Making History        |      |
| 2022      | кор | Девяносто пять чувств | Ninety-five Senses    |      |
| 2024      | мф  | Единорог Тельма       | Thelma the Unicorn    |      |
| 2025      | ф   | Minecraft в кино      | A Minecraft Movie     |      |